# Право на базы данных
Право sui generis на базы данных — право на базы данных как неимущественные блага, защищаемые в силу сделанных в формирование базы данных инвестиций.
Будучи правом смежным с авторским, оно охраняет базу данных, даже если она не включает в себя творческий аспект, защищаемый авторским правом. Если база данных имеет творческий уровень, она может пользоваться параллельной защитой авторским правом в качестве произведения.

## Россия
Согласно статье 1260 Гражданского кодекса Российской Федерации, база данных — это представленная в объективной форме совокупность самостоятельных материалов (статей, расчетов, нормативных актов, судебных решений и иных подобных материалов), систематизированных таким образом, чтобы эти материалы могли быть найдены и обработаны с помощью электронной вычислительной машины (ЭВМ). Для того, чтобы право на базы данных начало действовать, регистрировать их необязательно, однако, закон предусматривает регистрацию прав. Право на базы данных в России действует только для баз данных, созданных после 31 декабря 2007 года.

## Европейский союз
11 марта 1996 года Совет Европейского союза принял Директиву № 96/9/EC от 11 марта 1996 года о правовой защите баз данных.

## Великобритания
1 января 1998 года на территории Великобритании вступил в силу закон «Об авторском праве и правах на базы данных».

## США
В США не существует права на базы данных sui generis. Владельцы баз данных пытаются ввести такое право, но до сих пор все их попытки были предотвращены научными библиотеками, группами потребителей и компаниями, извлекающими выгоду из свободного использования фактической информации.